# Pericrocotus cantonensis
Pericrocotus cantonensis е вид птица от семейство Campephagidae.

## Разпространение
Видът е разпространен във Виетнам, Камбоджа, Китай, Лаос, Мианмар, Тайланд и Хонконг.